# Медаль Ю. А. Гагарина (Роскосмос)
Медаль Ю. А. Гагарина — ведомственный знак отличия Государственной корпорации по космической деятельности «Роскосмос».
Учреждена Приказом Государственной корпорации по космической деятельности «Роскосмос» от 29 декабря 2016 года № 302 «О знаках отличия Государственной корпорации по космической деятельности „Роскосмос“».
Медаль введена взамен ведомственного знака Федерального космического агентства России — «Знак Гагарина» в ходе реформирования ведомственной наградной системы.

## История

Знак Гагарина — ведомственная награда Федерального космического агентства

Первой наградой, учреждённой космическим ведомством России в честь первого космонавта мира, гражданина СССР полковника Юрия Алексеевича Гагарина, стал Знак Гагарина, учреждённый Приказом Росавиакосмоса от 31 января 2002 года № 12.
После преобразования в 2004 году Росавиакосмоса в Федеральное космическое агентство, 21 января 2008 года был издан новый Приказ Федерального космического агентства № 7 «О ведомственных наградах Федерального космического агентства» с Положением о знаке.
Знаки выпускались на Санкт-Петербургском монетном дворе тиражом 750 шт. Авторы знака — Андрей Забалуев и Василий Омелько.
Знак Гагарина изготавливался из оксидированного нейзильбера, имел форму слегка выпуклого равноконечного креста, покрытого белой эмалью. Между концами креста — серебристый лавровый венок. В центре креста — накладной, слегка выпуклый, круглый серебристый медальон с рельефным изображением Гагарина и надписью по окружности: «Юрий Гагарин». Медальон покрывался синей эмалью. Расстояние между концами креста — 35 мм. На оборотной стороне креста, в центре, был нанесён номер знака.
Знак при помощи кольца и ушек крепился к серебристой прямоугольной колодке размером 24×31 мм. Колодка обтягивалась синей шёлковой муаровой лентой шириной 20 мм. Посередине и по краям ленты — голубые полоски шириной 2 мм. На оборотной стороне колодки имелось приспособление для крепления к одежде — булавка.
В 2015 году Федеральное космическое агентство было упразднено. Его функции были переданы новообразованной Государственной корпорации по космической деятельности «Роскосмос».
29 декабря 2016 года, в ходе реформирования ведомственной наградной системы, Приказом Государственной корпорации по космической деятельности «Роскосмос» № 302 «О знаках отличия Государственной корпорации по космической деятельности „Роскосмос“», был учреждён новый знак отличия, посвящённый Ю. А. Гагарину — Медаль Ю. А. Гагарина.
8 февраля 2017 года, Приказом Государственной корпорации по космической деятельности «Роскосмос» № 23 «О ведомственном знаке отличия Государственной корпорации по космической деятельности „Роскосмос“, дающим право на присвоение звания „Ветеран труда“» приказ Федерального космического агентства от 21 января 2008 года № 7 «О ведомственных наградах Федерального космического агентства» утратил силу. Награждение знаком Гагарина было прекращено.

## Положение о медали
Медаль Ю. А. Гагарина является знаком отличия Госкорпорации «Роскосмос».
Награждение Медалью производится:
- за личный творческий вклад в решение сложных технических проблем при создании и испытаниях образцов ракетно-космической техники и высокие показатели в производственной деятельности;
- за организацию и участие в подготовке и выполнении космического полёта, послеполётных мероприятий, программы пилотируемого полёта по освоению и использованию космического пространства;
- за активное участие в разработке пилотируемых космических аппаратов и пилотируемых космических комплексов, в их испытаниях и управлении, а также в проведении испытаний образцов, систем, узлов и агрегатов ракетно-космической техники, наземного технологического оборудования, оборудования стартовых и технических комплексов;
- за большой личный вклад в разработку и проведение испытательных циклов, методик, методов, программ, аппаратных и программных средств отбора космонавтов, медицинских испытаний и исследований для определения готовности космонавтов к специальным тренировкам, медицинского и психологического обеспечения подготовки и выполнения космического полёта.

Медалью награждаются работники Госкорпорации «Роскосмос», организаций Госкорпорации «Роскосмос», организаций ракетно-космической промышленности, имеющие стаж работы (государственной службы) в Госкорпорации «Роскосмос», Федеральном космическом агентстве (Российском авиационно-космическом агентстве, Российском космическом агентстве), организациях Госкорпорации «Роскосмос», организациях ракетно-космической промышленности, как правило, не менее 5 лет, в том числе на последнем месте работы не менее 3 лет, ранее награжденные Почётной грамотой Госкорпорации «Роскосмос».
Медаль носится на правой стороне груди и располагается ниже государственных наград Российской Федерации после нагрудных знаков отличия Госкорпорации «Роскосмос».
Повторное награждение Медалью не производится.
В случае утраты Медали дубликат не выдаётся. В случае утраты удостоверения к Медали награждённому лицу выдаётся копия приказа о награждении.

## Описание медали

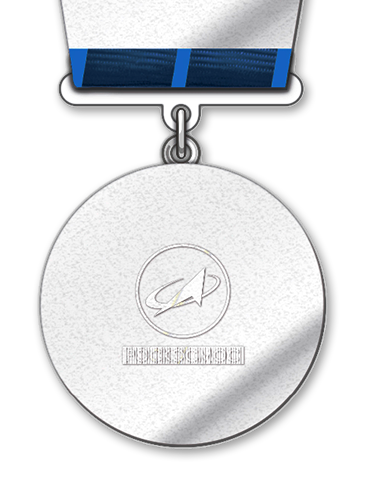
Реверс медали Ю. А. Гагарина

Медаль Ю. А. Гагарина изготавливается из медно-никелевого сплава марки МН19 с тонированием и художественной расчисткой, имеет форму диска с выпуклым бортиком с лицевой стороны. В центре — рельефное изображение портрета Ю. А. Гагарина. По окружности диска на площадке надпись: «Ю. А. Гагарин».
Диаметр Медали — 32 мм.
На оборотной стороне Медали в центре — логотип Госкорпорации «Роскосмос». Под логотипом расположен защитный растровый элемент, выполненный в виде чередующихся впадин и выступов, на боковых гранях которых выгравирован рельеф. При просмотре защитного элемента читается надпись: «РОСКОСМОС». При изменении угла зрения видны три стилизованные четырёхконечные звезды.
Медаль при помощи звена соединяется с колодкой трапециевидной формы размером 43×50 мм, изготовленной из медно-никелевого сплава марки МН19 с тонированием и художественной расчисткой. Колодка обтянута синей муаровой лентой шириной 24 мм. По краям и в середине ленты — голубые полосы шириной 2 мм.
На оборотной стороне колодки имеется приспособление для крепления к одежде — булавка.

## Награждения медалью
Согласно сложившейся с 2017 года практике награждения, медалью Ю. А. Гагарина награждаются (от лица главы Государственной корпорации «Роскосмос») командиры экипажей МКС при возвращении на Землю. Все остальные члены экипажей награждаются медалью Роскосмоса «Космос без границ».